# 1981年热带风暴阿琳
热带风暴阿琳（英語：Tropical Storm Arlene）是1981年5月吹袭古巴和巴哈马的一场较为罕见的淡季热带气旋。系统的源头就非同寻常，是从东太平洋进入加勒比海的热带扰动，历史上很少有北大西洋热带气旋由此途径生成。5月6日，系统发展成热带低气压，并于次日在开曼群岛附近升级成热带风暴并获名“阿琳”，此时距这年大西洋飓风季正式开始还有超过三周时间。阿琳也是1970年的飓风阿尔玛之后首场5月大西洋热带风暴。
气旋存在期间总体保持向东北方向移动，经过古巴和巴哈马东南部时产生降雨和局部阵风。5月9日，阿琳被规模更大但不具备热带天气系统特征的风暴吸收而消散。没有任何报导表明系统曾造成人员丧生或重大破坏。

## 气象历史
热带风暴阿琳源自1981年5月上旬东太平洋发展出的云系，系统穿越中美洲，到5月5日下午已在洪都拉斯近海的罗阿坦岛附近发展出下层环流。系统内的对流起初杂乱无章，所以气象机构没有将之归类成热带气旋。5月6日晚，美国国家飓风中心开始通过德沃夏克分析法估算系统强度，结果表明系统已在开曼群岛附近成为热带低气压。历史上还很少有北大西洋热带气旋是经东太平洋的扰动天气发展而成。
成为热带气旋后，系统迅速发展，环流周围形成螺旋状雨带。5月7日，美国国家飓风中心根据卫星图像把气旋升级成热带风暴，并以“阿琳”（Arlene）命名。此后不久，飓风猎人侦察机确认系统达到热带风暴标准，并测得1000毫巴（百帕，29.53英寸汞柱）气压值。此后直至消散，风暴环流都位于深层对流的西部边缘。阿琳之后略有强化，风速提升至每小时85公里，然后于5月8日清晨从古巴东部上岸。逼近陆地期间，气旋的对流逐渐减弱，其中心在北侧的高气压天气系统影响下稳步向东北方向前进。
途经古巴东部期间，阿琳的环流变得混乱，不过气象机构估计系统有可能会在返回海洋上空后重组。抵达开放水域上空时，气旋强度已降至热带低气压标准，并且对流在强烈风切变的影响下向中心以东严重偏移，美国国家飓风中心估计系统不大可能会重新发展强化。但是，美国国家海洋和大气管理局所派侦察机还是测得阿琳的风速短暂提升到每小时95公里，此时风暴正位于巴哈马东南部上空，中心向外延伸出大规模的对流带。雷暴活动消散后，气旋风速再度下降，阿琳的强度回落到热带低气压水平。5月9日清晨，系统被逐渐逼近的低压槽吸收。次日夜间，合并而成的新系统经重新组织发展出类似亚热带天气系统的特征，再于5月11日进一步弱化。

## 防灾措施和影响
美国国家飓风中心在阿琳首度登陆前发布公告，称牙买加、古巴和巴哈马可能降下暴雨，并建议相应地区的小型船只留在港口，不要出海。巴哈马政府在此期间向该国中部及东南部发布暴雨警告。没有任何报导表明古巴或巴哈马因这场风暴导致人员伤亡或破坏，因此气旋的整体影响很小。阿琳经过期间，开曼布拉克测得时速74公里的大风，此后巴哈马测得的最强风速约为每小时56公里。截至2015年，阿琳仍然是有纪录以来唯一在5月对古巴卡马圭省构成影响的热带风暴，但这些影响总体而言仅限于扰乱甘蔗生产。